# Никијин мир
Никијин мир, познат и као Педесетогодишњи мир, јесте мировни споразум потписан између грчких градова-држава Атине и Спарте у марту 421. године прије н. е, којим је завршена прва фаза Пелопонеског рата, позната под називом Архидамов рат.
Спартанци су 425. године прије н. е. изгубили битке код Пилоса и Сфактерије, што је био озбиљан пораз који довео до тога да су Атињани држали 292 ратна заробљеника, од чега су најмање 120 били Спартанци. Они су се опоравили 424. године прије н. е, када је спартански генерал Брасида заузео Амфиполис. Исте године, Атињали су претрпјели озбиљан пораз у бици код Делија у Беотији, а 422. године прије н. е. поново су поражени у бици код Афиополиса у покушају да поврате власт над градом. И Брасида, водећи спартански генерал, и Клеон, водећи антински политичар, убијени су у Амфиополису. У то вријеме, обје стране су били исцрпљене ратним дејствима и биле су спремне на мир.
Преговоре су отпочели спартански краљ Плеистоанакт и атински генерал Никија. Обојица су одлучила да врате оно што је освојено током рата, осим Нисеје, која је остала у атинском посједу, и Платеје, која је остала под контролом Тебе. Најважније, Амфиопилос би био враћен Атини, а Атињани би ослободили заробљенике из Сфактерије. Храмови широм Грчке би били отворени за свештенике из свих градова, а пророчица из Делфа би поново постала аутономна. Атина би могла наставити скупљати данак од других држава који је примала од времена Аристида, али Атина их не би могла приморати да постану савезници. Атина је такође пристала да пружи помоћ Спартанцима, уколико би дошло до побуне Хелота. Сви савезници Спарте су се сложили да потпишу споразум, осим Беотије, Коринта, Елиде и Мегаре.
Седамнаест представника са сваке стране је положило заклетву да ће подржати споразум, који је требало да траје педесет година. Представници Спарте су били краљеви Плеистоанакт и Агис II, затим Pleistolas, Damagetus, Chionis, Metagenes, Acanthus, Daithus, Ischagoras, Philocharidas, Zeuxidas, Antiphus, Tellis, Alcindas, Empedias, Menas, and Laphilus. Атински представници су били Lampon, Isthmonicus, Nicias, Laches, Euthydemus, Procles, Pythodorus, Hagnon, Myrtilus, Thrasycles, Theagenes, Aristocrates, Iolcius, Timocrates, Leon, Ламах и Демостен. Међутим, главни циљ Атине, повратак контроле над Амфиополисом, је одбијен када је Клеарида добио клаузулу споразума од Спартанаца негирајући трансфер. Тако је споразум био прекинут на самом почетку и након још неколико неуспијеха, формално је напуштен 414. године прије н. е.